# Les Dieux sauvages
Pour plus de détails, voir Fiche technique et Distribution.
Les Dieux sauvages (titre original allemand : Siebzehn Jahr, blondes Haar, italien : La battaglia dei Mods) est un film germano-italien réalisé par Franco Montemurro sorti en 1966.

## Synopsis
Ricky est chanteur, la star d'un club de Liverpool. Il a piqué au rocker Steve, sa petite amie, la blonde Mary. Alors qu'il joue devant un public de mods, les rockers viennent l'attaquer pour se venger. Le rival de Ricky veut reprendre Mary et menace le chanteur avec un couteau. Mary s'interpose et est poignardée. Les mods et les rockers fuient quand la police arrive. Ricky reçoit de l'argent d'un ami et va de Londres à Paris. Il fait la connaissance de Jasmin avec qui il joue un couple en voyage de noces. Jasmin lui donne de l'argent, mais Ricky veut aller à Gênes, même si elle l'invite à rester avec elle.
À Gênes, Ricky a l'espoir de rencontrer le diplomate Robert Fuller, mais il apprend qu'il est maintenant à Rome, où il travaille comme directeur d'une compagnie pétrolière. Grâce à l'aide du jeune "Hinke", que Ricky a sauvé d'une bande de voyous, il obtient assez d'argent pour le voyage vers Rome. Dans un bar, il voit la jolie Sonia, pour qui elle joue et dont il refuse l'argent. À Rome Ricky rencontre enfin Robert qui est son père. Trois ans auparavant, le rebelle Rocky avait quitté ses parents pour être musicien à Liverpool. Ricky voit de nouveau Sonia dans la maison de son père. Elle est la compagne de son père et probablement bientôt celle de Ricky. Sonia flirte avec Ricky, qui, cependant, commence à être intéressé par la petite sœur de Sonia, Martine. Mais cette dernière ne croit pas aux sentiments de Ricky et le rejette violemment. Il va dans un club, où il chante tout son désespoir. C'est le début d'un concert marathon, la presse s'intéresse à lui. Le record est de 75 heures d'affilée, Ricky y parvient. Son père, qui a rompu avec Sonia et va quitter l'Italie, vient lui témoigner son respect. Mais à quelques minutes du record, Martine se présente avec son nouveau petit ami. Ils font demi-tour, Ricky les suit, il n'a plus rien à faire du record. Martine lui manque, il va chez elle. Il arrive et voit alors Martine contrainte à un strip-tease par ses amis. Ricky déboule, se bagarre avec les hommes et part avec Martine avec qui il se réconcilie.

## Fiche technique
- Titre : Les Dieux sauvages
- Autres titres : La Bataille des Mods[1]
- Titre original : Siebzehn Jahr, blondes Haar (allemand), La battaglia dei Mods (italien)
- Réalisation : Franco Montemurro
- Scénario : Adriano Bolzoni, Ennio De Concini, Michael A. Schreiber
- Musique : Udo Jürgens, Robby Poitevin
- Direction artistique : Wolf Englert (de)
- Photographie : Mario Montuori
- Montage : Sigrid Bölke, Franco Fraticelli
- Production : Turi Vasile, Luggi Waldleitner
- Sociétés de production : Roxy Film (de), Ultra Film
- Société de distribution : Gloria Filmverleih
- Pays d'origine :  Allemagne de l'Ouest
- Langue : allemand
- Format : Couleur - 1,37:1 - Mono - 35 mm
- Genre : Musical
- Durée : 97 minutes
- Dates de sortie :
  -  Italie : 6 août 1966.
  -  Allemagne de l'Ouest : 15 septembre 1966.
  -  France : 27 décembre 1967[1].
  -  Suède : 1er juin 1970.

## Distribution
- Ricky Shayne : Ricky Fuller
- Joachim Fuchsberger : Robert Fuller
- Elga Andersen : Sonia
- Eleonora Brown : Martine
- Solvi Stübing : Diana
- Hans Elwenspoek : Jeremy, le majordome
- Jürgen Draeger : Steve
- Udo Jürgens : Udo
- Enzo Cerusico : "Hinke"
- Rudolf Lenz (de) : Landers
- Orchidea De Santis : Jasmin
- Solveyg D'Assunta : Valentine
- Cristina Gaioni : Mary
- Giovanna Lenzi :

## Source de la traduction
- (de) Cet article est partiellement ou en totalité issu de l’article de Wikipédia en allemand intitulé « Siebzehn Jahr, blondes Haar (Film) » (voir la liste des auteurs).